# Las campanas (novela de Charles Dickens)
Las campanas, también titulado Los carillones y Las campanas, un cuento de duendes es una novela corta escrita por Charles Dickens y publicada en 1844, un año después de Cuento de Navidad y un año antes que El grillo del hogar. Es el segundo de la serie de libros navideños de este autor: cinco novelas cortas de fuerte mensaje social y moral que publicó en la década de 1840. También pertenecen a esta serie La batalla de la vida (1846) y El hechizado (1848).

## Desarrollo
El libro fue escrito a finales de 1844, durante la estancia de un año de Dickens en Italia. John Foster, su primer biógrafo, escribe que Dickens estaba buscando un título y una estructura para el siguiente libro navideño que tenía contratado, cuando descubrió el sonido de las campanas de Génova, que se escuchaban desde la villa donde se alojaba.
Dos días después, Dickens envió a Foster una carta que solo decía: «Hemos oído el toque de medianoche, maese Trivial», e inmediatamente comenzó a escribir el libro. Según Foster, la intención de Dickens a la hora de escribir este libro era la de «dar un golpe por los pobres». Dickens volvió a Londres durante una semana en diciembre de 1844 e hizo varias lecturas del libro para sus amigos antes de su publicación con el fin de juzgar su impacto. 
El título se refiere a las viejas campanas de la iglesia a cuya puerta ejerce su oficio Toby Veck («Trotty»), el protagonista de la novela. El libro se divide en cuatro partes llamadas «cuartos», nombre que Dickens toma de los cuartos de hora que suenan en un reloj, de la misma forma que divide Cuento de Navidad en «estrofas» o El grillo del hogar en «chirps».

## Resumen de la trama
Una Nochevieja, Trotty, un pobre y anciano recadero, queda horrorizado por las informaciones sobre crímenes e inmoralidades que lee en los periódicos y se pregunta si las clases trabajadoras son sencillamente malvadas por naturaleza. Su hija Meg y el prometido de esta, Richard, le anuncian su intención de casarse al día siguiente tras un largo noviazgo. Trotty oculta sus recelos, pero la felicidad de la pareja se ve empañada por un encuentro con el pretencioso concejal Cute, juez de paz, con un economista político y con un joven caballero nostálgico, y entre todos convencen a Trotty, Meg y Richard de que prácticamente no tienen derecho a existir, por no hablar de casarse.
Trotty lleva una nota de Cute al parlamentario sir Joseph Bowley, un hombre que ejerce la caridad como si fuera un dictador paternalista. Bowley está pagando ostentosamente sus deudas para comenzar el año limpio de obligaciones, y reprende a Trotty porque ha dejado a deber unos chelines en la tienda de su barrio. A su vuelta a casa, convencido de que él y los pobres en general son naturalmente desagradecidos y no tienen lugar en la sociedad, Trotty se encuentra con Will Fern, un campesino pobre, y su sobrina huérfana, Lilian. Fern ha sido acusado de vagabundeo y quiere entrevistarse con Cute para aclarar el asunto, pero por una conversación que ha oído en casa de Bowley, Trotty le advierte de que Cute planea arrestarlo y encarcelarlo. Trotty se lleva a los dos a casa, donde los cuatro comparten la escasa comida y el mísero alojamiento. Meg intenta ocultar su sufrimiento, ya que el encuentro con Cute y los demás le han disuadido de casarse con Richard.
Por la noche, las campanas parecen llamar a Trotty. Al llegar a la iglesia encuentra abierta la puerta de la torre y sube al campanario, donde descubre a los espíritus de las campanas y a los duendes que les asisten, que le reprenden por haber perdido la fe en que el destino de todos los hombres es el de mejorar. Le dicen que ha caído de la torre y está muerto, y que la vida que le espera a Meg debe ser una lección objetiva para él. Después sigue una serie de visiones que Trotty se ve forzado a observar, incapaz de interferir en las dificultosas vidas de Meg, Richard, Will y Lilian en los años siguientes. Richard cae en el alcoholismo; Meg acaba casándose con él para intentar salvarlo, pero Richard muere arruinado, dejándola con un bebé. Will entra y sale de prisión, y Lilian acaba prostituyéndose. Al final, Meg, en la indigencia, piensa en ahogarse con su hijo, cometiendo así los pecados mortales de asesinato y suicidio. La intención de las campanas es enseñar a Trotty que, lejos de ser naturalmente malvados, los humanos están concebidos para luchar por las causas nobles, y solo caen cuando se les aplasta y reprime más de lo que pueden soportar. Trotty se hunde cuando ve a Meg a punto de saltar al río, grita que ha aprendido la lección y pide a las campanas que la salven, y de pronto se encuentra a su lado, capaz de tocarla e impedir que salte.
Al final del libro, Trotty se despierta en su casa como si todo hubiera sido un sueño mientras las campanas saludan al nuevo año. Meg y Richard han decidido casarse, y todos sus amigos les organizan espontáneamente una fiesta para celebrar los esponsales. El autor invita explícitamente al lector a reflexionar sobre si este «despertar» es un sueño dentro de otro sueño. El lector debe escoger entre las espantosas consecuencias de la conducta de las clases pudientes en la visión de Trotty o el júbilo de la boda.

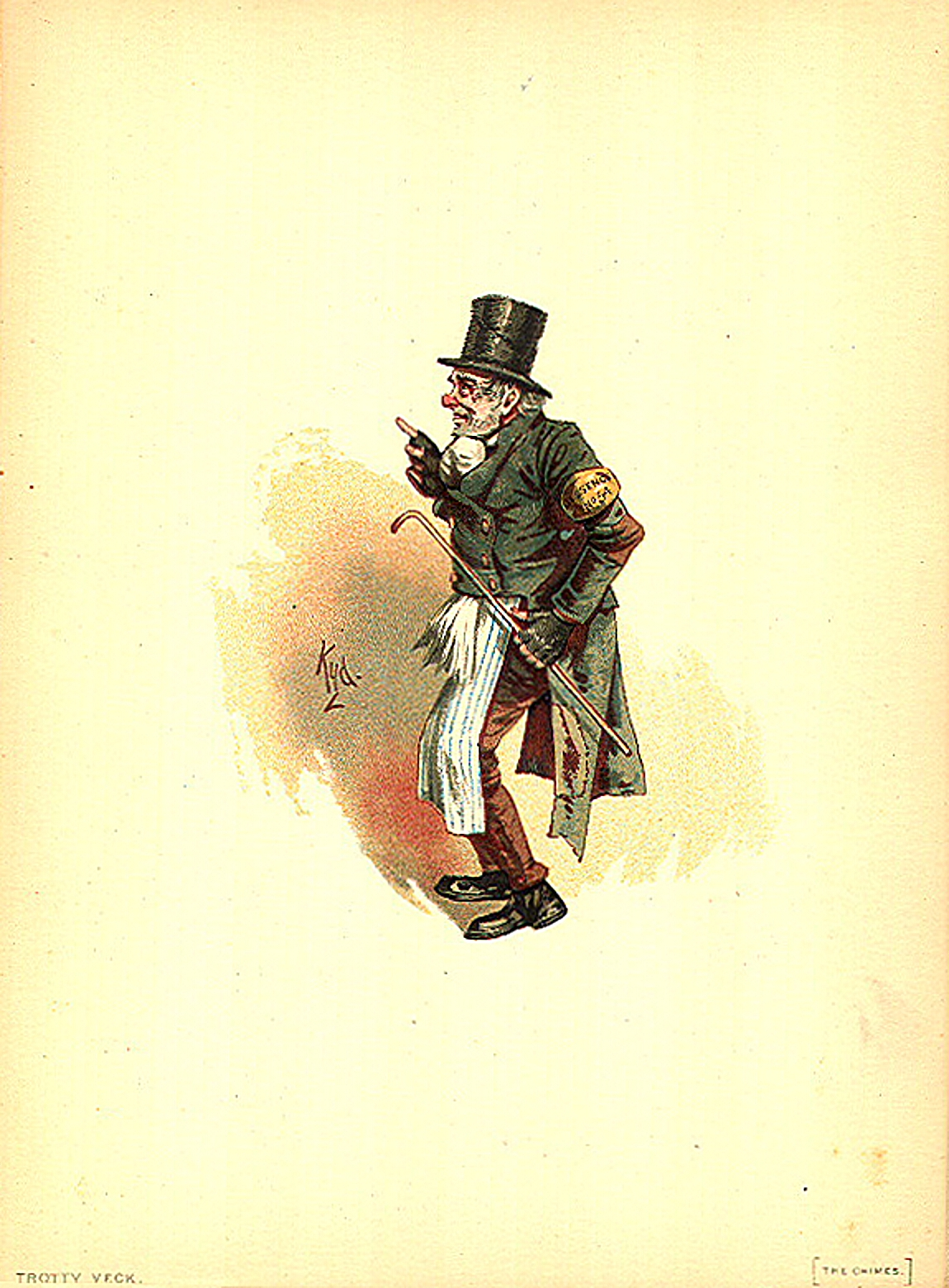
Trotty Veck por Kyd (Joseph Clayton Clarke)

## Personajes principales
- Toby Veck, Trotty, el protagonista, un pobre y anciano recadero
- Margaret Veck, Meg, hija de Toby
- Sra. Anne Chickenstalker, propietaria de la tienda del barrio
- Concejal Cute, juez de paz
- Mr. Filer, economista político de corte utilitarista
- Sir Joseph Bowley, rico parlamentario
- Will Fern, campesino
- Lilian Fern, sobrina huérfana de Will

## Tema principal
Las campanas es una historia moral como su predecesora, Cuento de Navidad, y está escrita con la intención de influenciar a los lectores con la moraleja de Dickens. Las campanas representan al tiempo, y el tema principal de la historia se resume en los tres errores que acusan a Trotty de cometer:
• Añorar una época dorada que nunca existió en lugar de mejorar las condiciones actuales.
• Creer que las alegrías y las penas de las personas no importan a un poder superior.
• Condenar a los abatidos e infortunados, y no ofrecerles ayuda ni compasión.
 «Quien da la espalda a los caídos en desgracia y desfigurados los abandona considerándolos abominables y no se molesta en localizar ni rastrear, con mirada compasiva, el desprotegido precipicio al cual cayeron desde el Bien, agarrándose en su caída a matojos y retazos de esta tierra perdida, y siguiendo aferrados a ellos aun magullados y agonizantes ya en el abismo, hace mal al Cielo y al Hombre, al Tiempo y a la Eternidad. ¡ Y tú nos has hecho ese mal!»

## Aceptación e importancia literaria
Tras el éxito de Cuento de Navidad el año anterior, Las campanas crearon gran interés y fuertes expectativas. A las pocas semanas de su publicación ya se habían estrenado cinco obras teatrales basadas en la historia, y en los tres primeros meses se vendieron cerca de 20 000 copias. Fue un éxito editorial, muy debatido y comentado. La crítica estuvo dividida: gustó a los que simpatizaban con el mensaje político y social, mientras que otros lo consideraron peligrosamente radical. El periódico cartista Northern Star dijo de Charles Dickens que era «el campeón de los pobres», sin embargo, John Bull rechazó sus desagradables caricaturas de la filantropía. Fue todo un éxito financiero para Dickens, y siguió siendo popular varios años, aunque a largo plazo su fama se vio eclipsada por la de Cuento de Navidad.

## Alusiones y referencias

### Alusiones a otras obras
Will Fern pide a las clases altas que dejen de interferir en su vida y le permitan morir con una amarga referencia al Libro de Rut de la Biblia, cambiando deliberadamente el discurso de Rut.

### Alusiones a hechos reales históricos, geográficos y científicos
La novela está ambientada en la época en que se publicó, la década de 1840 (la crisis europea de las patatas), un periodo de malestar político.
La convicción de Trotty de que los pobres son naturalmente malvados está influenciada por un artículo que lee sobre una joven que ha intentado ahogarse con su hijo, y esta situación se repite en el clímax de la historia, cuando Meg contempla la posibilidad de hacer lo mismo. Es una referencia a Mary Furley, una joven que fue condenada a muerte en 1844 por infanticidio, después de que su desesperación por no volver al asilo la condujera a un fallido intento de suicidio en el que murió su hijo. Este caso provocó un fuerte debate público a mediados de 1844. Dickens tomó parte en las protestas contra la sentencia, que finalmente fue conmutada por pena de destierro. Este caso inspiró numerosas obras, entre ellas el poema The Bridge of Sighs de Thomas Hood.
El concejal Cute es una parodia de sir Peter Laurie, magistrado de Middlesex, concejal y alcalde de Londres, conocido por su determinación por «someter» a las clases bajas y sus conductas antisociales. Se cree que sus comentarios sobre el caso de Mary Furley sirvieron de inspiración a Dickens para escribir Las campanas.
El joven anónimo que rememora «los viejos tiempos» es una referencia al movimiento Young England. Dickens eliminó muchas de estas referencias antes de la publicación del libro.